# Occupations
|  | Denne artikel er oprettet af botten PalnaBot ud fra en ekstern database. Den kan derfor have sproglige fejl eller mangler. Denne skabelon kan fjernes efter kontrol af indholdet. |

Occupations er en kortfilm instrueret af Lars von Trier efter manuskript af Lars von Trier.

## Handling
Filmfestivalen i Cannes kunne i 2007 fejre sit 60-års jubilæum. I den anledning inviterede festivalen 33 verdenskendte og anerkendte instruktører til hver at producere en kortfilm på 3 minutter inspireret af deres forhold til biografen. De 33 bidrag blev samlet til én jubilæumsfilm: »To Each His Own Cinema«. »Occupations« er Lars von Triers bidrag. En filmkritiker og forretningsmand kan ikke holde sin mund under en filmforevisning i Cannes. Det viser sig at få fatale konsekvenser for ham, da hans sidemand, spillet af Lars von Trier selv, meget gerne vil have lov at se filmen i fred.